# Giorgio Pantano
Giorgio Pantano (Padua, 4 de fevereiro de 1979) é um ex-automobilista italiano que disputou a Fórmula 1 pela equipe Jordan em 2004. Também disputou seis corridas da IndyCar Series entre os anos de 2005 e 2012. Foi campeão da GP2 Series em 2008.

## Carreira

### Kart
Pantano iniciou no kart aos nove anos, tendo enfrentado o futuro bicampeão de F1 Fernando Alonso, que o descreveu como "invencível". Entre 1988 e 1999, venceu diversos campeonatos italianos e europeus, sendo campeão mundial júnior em 1993, campeão europeu e novamente campeão mundial júnior em 1994, e duas vezes campeão europeu de Fórmula A em 1995 e 1996. Seus resultados no kart despertaram a admiração de Nico Rosberg, futuro campeão de F1, que afirmou ter um pôster de Pantano na parede durante seus tempos no kart.

### Fórmula 3
Pantano disputou o Campeonato Alemão de Fórmula 3 em 2000, conquistando 3 pole positions, 10 pódios, incluindo 3 vitórias, e 205 pontos, o que lhe rendeu o título com 24 pontos de vantagem sobre o vice Alex Müller.

### Fórmula 3000
Pantano fez três temporadas da Fórmula 3000 Internacional, com a primeira delas sendo em 2001. Correu pela Team Astromega, sendo o único piloto da equipe a fazer a temporada completa. No seu ano de estreia, Pantano pontuou apenas duas vezes, com um quinto lugar em Hungaroring, e uma vitória em Monza, que lhe deixaram com doze pontos e a nona colocação, a pior posição dentre os pilotos que venceram durante o ano.
Em 2002, se transferiu para a Coloni F3000, tendo como companheiro o compatriota Enrico Toccacelo. Disputou o título contra o francês Sébastien Bourdais, conseguindo 7 pódios, incluindo 3 vitórias (Espanha, Alemanha e Bélgica), resultados que ajudaram a Coloni a ser campeã de construtores, mas Pantano acabou perdendo o título para Bourdais por 2 pontos de diferença.
Em 2003, Pantano retornou à categoria, correndo pela Durango, e tendo outro compatriota como companheiro, Raffaele Giammaria. Dessa vez, Pantano só conseguiu duas vitórias: uma na Espanha e outra na França; além de quatro pódios, ficando em terceiro no campeonato, atrás do vice Ricardo Sperafico, da sua ex-equipe Coloni, por dois pontos e do campeão Björn Wirdheim por 37 pontos.

### Fórmula 1
Os grandes resultados de Pantano desde o kart atraíram os olhares de diversas equipes da F1. Em 2000, ele testou pela primeira vez um carro de Fórmula 1 com a Benetton em maio, no Circuito de Jerez de la Frontera. Em agosto, experimentou um carro de F1 novamente no Autódromo Nacional de Monza.
Em janeiro de 2001, voltou a testar um carro da F1 em Jerez, dessa vez com a McLaren. E em novembro de 2002, Pantano testou com a Williams no Circuito de Valência durante um dia e meio, obtendo um quarto lugar na classificação do tempo da volta final. Pantano tentou negociar uma vaga na F1 para 2003, mas não teve sucesso. Em 2004, chegou muito perto de assinar com a Jaguar, mas viu a vaga ir para Christian Klien.

#### Jordan

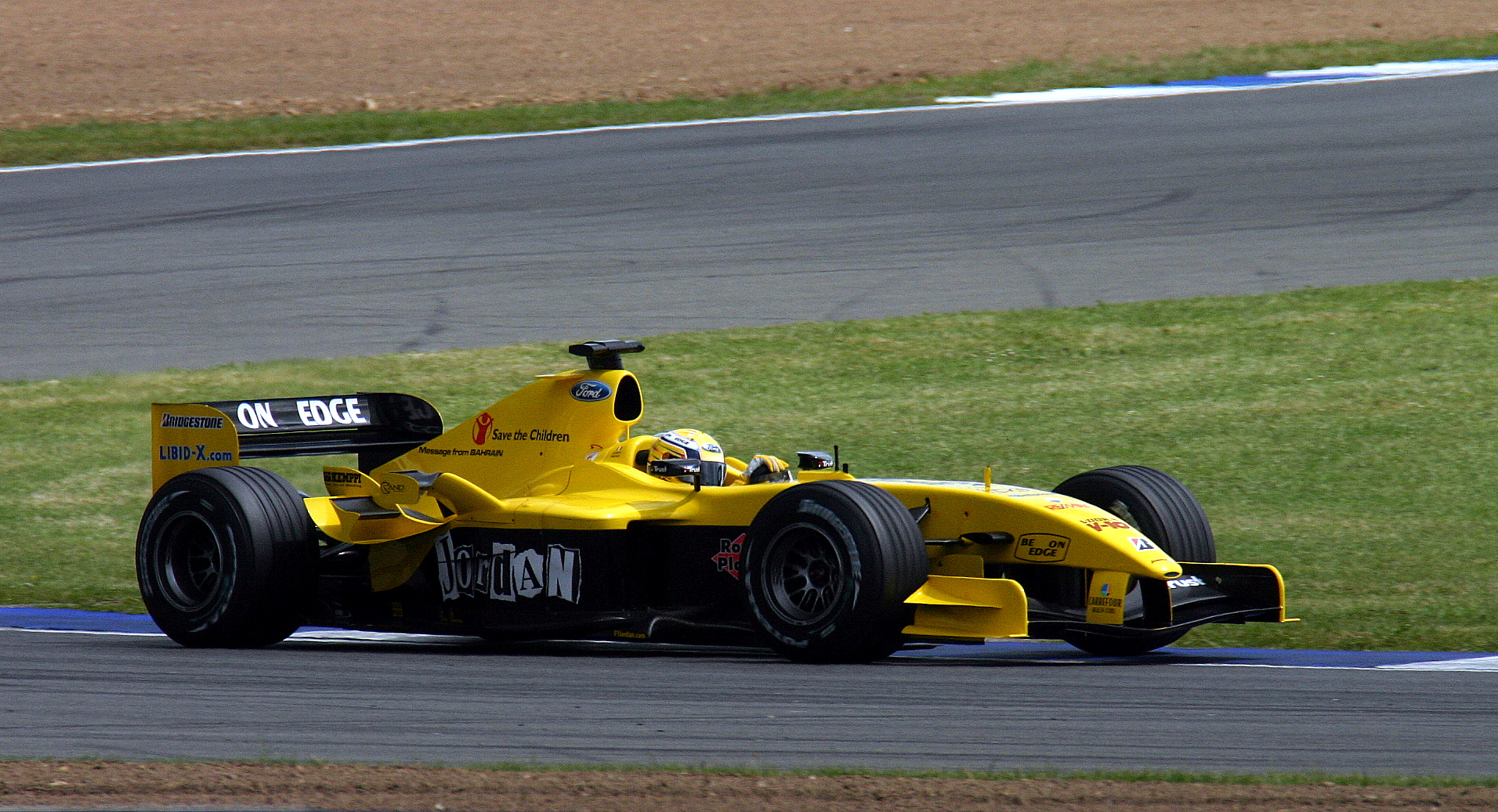
Pantano guiando o EJ14 no

Pantano fez sua estreia na Fórmula 1 em 2004 com a equipe Jordan, sendo companheiro de Nick Heidfeld. Ele teve dificuldades, agravadas por conta da crise da equipe, e foi substituído por Timo Glock na 7ª rodada do Canadá porque os patrocinadores do italiano atrasaram alguns pagamentos à equipe, com ele retornando na corrida seguinte, em Indianápolis. Nas 7 corridas seguintes, obteve 5 abandonos e após o GP da Itália, Glock voltou a substituí-lo, dessa vez em definitivo.
No geral, Pantano totalizou 8 abandonos em 14 corridas, tendo como melhores resultados dois décimos terceiros lugares. Ele se classificou em vigésimo quarto lugar no campeonato de pilotos, sem somar pontos, e ficando à frente apenas de seu compatriota Gianmaria Bruni.

#### Tentativas de retorno
Pantano seguiu tentando retornar à categoria, mas não teve sucesso, mesmo tendo sido campeão da GP2 quatro anos depois de competir na F1. Em entrevista, o italiano afirmou ter se sentido "abandonado" pela F1, enfatizando que apenas Bernie Ecclestone teria sido sincero com ele sobre a pouca quantidade de vagas, e fez críticas a pilotos como Bruno Senna e Sébastien Buemi, que ficaram abaixo dele na GP2, afirmando que seu currículo era muito melhor do que o deles, e que o dinheiro estava "se transformando na prioridade" ao invés do talento.

### GP2 Series
Sem lugar na F1, Pantano disputou a GP2 Series em 2005 pela Super Nova, tendo como companheiro Adam Carroll. A primeira metade do campeonato foi irregular, Pantano não pontuou em dez das onze primeiras provas, abandonando três e tendo como melhor resultado a pole e o segundo lugar em Nürburgring. Mas ele teve desempenho melhor na segunda metade do campeonato, pontuando nove vezes e fazendo mais cinco pódios. Com isso, Pantano encerrou o ano em sexto, com 49 pontos, ficando uma posição abaixo de seu companheiro Carroll, que teve três vitórias e fez quatro pontos a mais que ele.
Para 2006, Pantano correu pela FMS International, substituindo Luca Filippi a partir da rodada de Barcelona e sendo companheiro de Jason Tahinci. Nesse ano, Giorgio teve sua primeira vitória na categoria em Magny-Cours, repetindo a dose nas duas corridas da rodada de Monza. Com isso, Pantano fechou a temporada em quinto, com 44 pontos, apenas dois acima de Ernesto Viso.
Correu pela Campos Grand Prix em 2007, sendo companheiro de Vitaly Petrov. Foi terceiro colocado no campeonato, ficando abaixo do vice Lucas di Grassi e do campeão Timo Glock. Somou os mesmos pontos do quarto colocado, Luca Filippi, mas ficou à frente dele por ter duas vitórias, enquanto Filippi só tinha vencido uma vez.

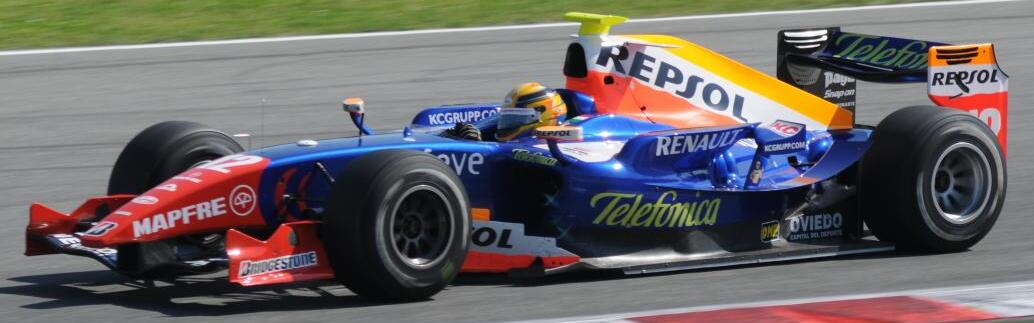
Pantano na Espanha em 2008

Em 2008, a sua quarta temporada na GP2 Series, correu na Racing Engineering ao lado de Javier Villa. Usou sua experiência para liderar o campeonato desde o início, se mantendo à frente mesmo após uma desclassificação na corrida 1 de Spa-Francorchamps e a consequente exclusão da corrida 2, que se deu por conta de uma batida de Pantano em seu rival pelo título Lucas Di Grassi. Foi campeão, desbancando os futuros pilotos de F1 Di Grassi, Bruno Senna, Romain Grosjean, Pastor Maldonado, Sébastien Buemi, Petrov, e muitos outros, mesmo após ter recebido punição de drive through por ter cruzado a linha dos boxes durante a corrida 1 de Monza. Fechou o ano com 76 pontos, doze a mais do que Senna, que ficou com o vice.

### IndyCar Series
Pantano correu duas provas da IndyCar Series em 2005 pela Chip Ganassi. Seu melhor resultado foi o quarto lugar em Watkins Glen. Retornou à categoria em 2011 com a equipe Dreyer & Reinbold Racing, correndo em três provas como substituto de Justin Wilson. Ele teria sido sexto colocado na corrida de Sonoma, se não tivesse bloqueado Sébastien Bourdais na última volta. Com isso, recebeu uma punição que o rebaixou para o décimo sétimo lugar. Assim, Pantano acabou tendo apenas um 16º lugar na Indy Japan 300 como melhor resultado. Voltou à Chip Ganassi em 2012, apenas na prova de Mid-Ohio para substituir o lesionado Charlie Kimball, em que foi 14º.

### Superleague Fórmula
Em 2009 participou da Superleague Fórmula com a A.C. Milan. Venceu a segunda corrida em Magny-Cours, tendo outro pódio em Jarama. Seus resultados levaram a equipe do Milan à sétima colocação.

### Gran Turismo
Em 2013, Pantano competiu na classe International GT Open GTS e venceu o campeonato com três vitórias e cinco pódios em 13 corridas. Posteriormente, ele mudou para a Blancpain Sprint Series em 2014, compartilhando um McLaren MP4-12C da Bhaitech com Fabio Onidi, com o objetivo de seguir carreira como piloto de carros esportivos. Ele também garantiu uma vaga nas 24 Horas de Spa de 2014 pela equipe Boutsen Ginion de Thierry Boutsen, compartilhando um McLaren com Frédéric Vervisch, Olivier Grotz e Karim Ojjeh.

### Aposentadoria das pistas
Após 2014, não competiu em mais nenhuma carreira no automobilismo. Atualmente, ele administra uma equipe de kart que leva seu nome e gerencia carreiras de jovens pilotos.